# Регіони Чилі
Регіон (ісп. región) — одиниця адміністративного поділу Чилі найбільшого рівня. Чилі поділяється на 15 регіонів, главою уряду кожного з яких є «інтендант» (intendente), призначений президентом країни.
Регіони мають як назву, так і призначене римське число (наприклад IV — «четвертий»). Ці числа спочатку були призначені у порядку з півночі на південь, проте із введенням двох нових регіонів у 2006 — 2007 роках цей порядок збився. Частіше використовується саме число, а не назва, за винятком регіону, в якому розташована столиця країни, Сантьяго, який називається «Столичним регіоном Сантьяго» (Región Metropolitana de Santiago або RM).
Регіони, у свою чергу, поділяються на провінції, кожну з яких очолює губернатор (gobernador), також призначений президентом. Всього існує 53 провінції.
Провінції далі поділяються на комуни, кожна підпорядкована відповідному муніципалітету. Кожний муніципалітет має свого мера (alcalde) і канцлера (concejale), які обираються мешканцями муніципалітету та відповідають за управління однією або більшим числом комун. Всього в Чилі 346 комуни, що управляються 345 муніципалітетами. Комуна, яка об'єднана з іншою спільним керуванням Антарктика, об'єднана з Кабо-де-Орнос.

## Історія поділу Чилі на регіони
Сучасний адміністративний поділ Чилі був створений в 1974 році, але лише з 13 регіонами. До цього моменту Чилі поділялася на 25 провінцій, які далі поділялися на департаменти, і далі на комуни. Новий територіальний поділ був введений у кілька етапів, спочатку із введенням «пілотних регіонів», що почали працювати в 1974 році, 1 січня 1976 року цей поділ був розширений на всю країну. Столичний регіон Сантьяго був створений в 1980 році.
У 2005 році поправка до конституції скасувала обов'язкове число регіонів у 13 та дозволила зміну цього числа. 19 грудня, 2006 Конгрес ухвалив закон про створення двох нових регіонів: XV Регіон Арика і Паринакота на півночі, що складався з провінцій Арика і Паринакота, до того частин I Регіону Тарапака, та XIV Регіону Лос-Ріос («річки»), раніше провінції Вальдивія, раніше частини X Регіону Лос-Лаґос («озера»). Регіон Лос-Ріос почав працювати 2 жовтня 2007 року, а Арика-Паринакота — 8 жовтня 2007 року.

## Список регіонів
| Код  | Назва              | Іспанською                                       | Столиця      |
| ---- | ------------------ | ------------------------------------------------ | ------------ |
| XV   | Арика і Паринакота | Región de Arica y Parinacota                     | Арика        |
| I    | Тарапака           | Región de Tarapacá                               | Ікіке        |
| II   | Антофаґаста        | Región de Antofagasta                            | Антофаґаста  |
| III  | Атакама            | Región de Atacama                                | Копіапо      |
| IV   | Кокімбо            | Región de Coquimbo                               | Ла-Серена    |
| V    | Вальпараїсо        | Región de Valparaíso                             | Вальпараїсо  |
| RM   | Сантьяго           | Región Metropolitana de Santiago                 | Сантьяго     |
| VI   | О'Хіґґінс          | Región del Libertador General Bernardo O'Higgins | Ранкагуа     |
| VII  | Мауле              | Región del Maule                                 | Талька       |
| XVI  | Ньюбле             | Región de Ñuble                                  | Чильян       |
| VIII | Біобіо             | Región del Biobío                                | Консепсьйон  |
| IX   | Араукані́я          | Región de la Araucanía                           | Темуко       |
| XIV  | Лос-Ріос           | Región de Los Ríos                               | Вальдивія    |
| X    | Лос-Лаґос          | Región de Los Lagos                              | Пуерто-Монтт |
| XI   | Айсе́н              | Región Aisén del General Carlos Ibáñez del Campo | Кояїке       |
| XII  | Маґаянес           | Región de Magallanes y de la Antártica Chilena   | Пунта-Аренас |

Адміністративно-територіальний поділ Чилі.

Області поділяються на 53 провінції, а вони, у свою чергу, на 346 общин.
| \| Області (№ на карті) \| Адмін. центр \| Провінції \| Адмін. центр \| Комуни \| \| --------------------------------------- \| ------------------------------------- \| ------------------------------------- \| ------------------------------------- \| -------------------------------------------------------------------------------------------------------------------------------------------------------------------------------------------------------------------------------------------------------------------------------------------------------------------------------------------------- \| \| Арика-і-Паринакота (XV) \| Арика \| Арика \| Арика \| Арика Камаронес \| \| Арика-і-Паринакота (XV) \| Арика \| Паринакота \| Путре \| Хенераль-Лагос Путре \| \| Тарапака (I) \| Ікіке \| Тамаругаль \| Посо-Альмонте \| Камінья Кольчане Уара Піка Посо-Альмонте \| \| Тарапака (I) \| Ікіке \| Ікіке \| Ікіке \| Ікіке Альто-Оспісіо \| \| Антофагаста (II) \| Антофагаста \| Токопілья \| Токопілья \| Марія-Елена Токопілья \| \| Антофагаста (II) \| Антофагаста \| Ель-Лоа \| Калама \| Калама Ольягуе Сан-Педро-де-Атакама \| \| Антофагаста (II) \| Антофагаста \| Антофагаста \| Антофагаста \| Антофагаста Мехільйонес Сьєрра-Горда Тальталь \| \| Атакама (III) \| Копіапо \| Чаньяраль \| Чаньяраль \| Чаньяраль Дієго-де-Альмагро \| \| Атакама (III) \| Копіапо \| Копіапо \| Копіапо \| Копіапо Кальдера Тьєрра-Амарилья \| \| Атакама (III) \| Копіапо \| Уаско \| Вальєнар \| Вальєнар Фрейрина Уаско Альто-дель-Кармен \| \| Кокімбо (IV) \| Ла-Серена \| Ельке \| Кокімбо \| Андакольйо Кокімбо Ла-Ігера Ла-Серена Пайгуано Вікунья \| \| Кокімбо (IV) \| Ла-Серена \| Лимарі \| Овальє \| Овальє Ріо-Уртадо Монте-Патрія Комбарбала Пунітакі \| \| Кокімбо (IV) \| Ла-Серена \| Чоапа \| Ілляпель \| Ілляпель Саламанка Лос-Вілос Канела \| \| Вальпараїсо (V) \| Вальпараїсо \| Петорка \| Ла-Лігуа \| Ла-Лігуа Кабільдо Сапальяр Папудо Петорка \| \| Вальпараїсо (V) \| Вальпараїсо \| Лос-Андес \| Лос-Андес \| Лос-Андес Сан-Естебан Кальє-Ларга Ринконада \| \| Вальпараїсо (V) \| Вальпараїсо \| Сан-Феліпе-де-Аконкагуа \| Сан-Феліпе \| Сан-Феліпе Лляйлляй Путаендо Санта-Марія Катему Панкеуе. \| \| Вальпараїсо (V) \| Вальпараїсо \| Кільйота \| Кільйота \| Кільйота Ла-Калера Лімаче Ногалес Іхуелас Ольмуе Ла-Крус \| \| Вальпараїсо (V) \| Вальпараїсо \| Вальпараїсо \| Вальпараїсо \| Вальпараїсо Вінья-дель-Мар Кільпуе Вілья-Алемана Конкон Кінтеро Пучункаві Касабланка Хуан-Фернандес \| \| Вальпараїсо (V) \| Вальпараїсо \| Сан-Антоніо \| Сан-Антоніо \| Альгарробо Ель-Кіско Ель-Табо Картахена Сан-Антоніо Санто-Домінго \| \| Вальпараїсо (V) \| Вальпараїсо \| Острів Пасхи \| Ханга-Роа \| Ісла-де-Паскуа \| \| О'Гіґґінс (VI) \| Ранкагуа \| Качапоаль \| Ранкагуа \| Кодегуа Коїнко Кольтауко Доньїуе Гранерос Лас-Кабрас Мачалі Мальйоа Олівар Пеумо Пічидегуа Кінта-де-Тількоко Ранкагуа Рекіноа Ренго Мостасаль Сан-Вісенте-де-Тагуа \| \| О'Гіґґінс (VI) \| Ранкагуа \| Кольчагуа \| Сан-Фернандо \| Чепіка Чимбаронго Лололь Нанкагуа Палмілья Пералільйо Пласілья Пуманке Сан-Фернандо Санта-Крус \| \| О'Гіґґінс (VI) \| Ранкагуа \| Карденаль-Каро \| Пічилему \| Ла-Естрелья Літуече Марчіуе Навідад Паредонес Пічилему \| \| Мауле (VII) \| Талька \| Курико \| Курико \| Курико Уаланьє Лікантен Моліна Рауко Ромераль Саграда-Фамілія Тено Вічукен \| \| Мауле (VII) \| Талька \| Талька \| Талька \| Талька Сан-Клементе Пенкауе Мауле Сан-Рафаель Курепто Конститусьйон Емпедрадо Ріо-Кларо \| \| Мауле (VII) \| Талька \| Лінарес \| Лінарес \| Лінарес Сан-Хав'єр-де-Ланкомілья Парраль Вілья-Алегре Лонгаві Кольбун Ретіро Єрбас-Буенас \| \| Мауле (VII) \| Талька \| Каукенес \| Каукенес \| Каукенес Чанко Пельюуе \| \| Ньюбле (XVI) \| Чильян \| Ітата \| Кіріуе \| Кобкекура Коелему Нінуе Портесуело Кіріуе Ранкіль Трегуако \| \| Ньюбле (XVI) \| Чильян \| Дигильїн \| Бульнес \| Бульнес Чильян Чильян-В'єхо Ель-Кармен Пемуко Пінто Кільйон Сан-Ігнасіо Юнгай \| \| Ньюбле (XVI) \| Чильян \| Пунілья \| Сан-Карлос \| Койуеко Ньїкен Сан-Карлос Сан-Фабіан Сан-Ніколас \| \| Біобіо (VIII) \| Консепсьйон \| Біобіо \| Лос-Анхелес \| Альто-Біобіо Антуко Кабреро Лаха Лос-Анхелес Мульчен Насім'єнто Негрете Кілако Кільєко Сан-Росендо Санта-Барбара Тукапель Юмбель \| \| Біобіо (VIII) \| Консепсьйон \| Консепсьйон \| Консепсьйон \| Консепсьйон Коронель Чигуаянте Флорида Уальпен Уалькі Лота Пенко Сан-Педро-де-ла-Пас Санта-Хуана Талькауано Томе \| \| Біобіо (VIII) \| Консепсьйон \| Арауко \| Лебу \| Арауко Каньєте Контульмо Куранілауе Лебу Лос-Аламос Тіруа \| \| Арауканія (IX) \| Темуко \| Мальєко \| Анголь \| Анголь Кольїпульї Куракаутин Ерсілья Лонкімай Лос-Саусес Лумако Пурен Ренайко Трайгуєн Вікторія \| \| Арауканія (IX) \| Темуко \| Каутин \| Темуко \| Темуко Карауе Чольчоль Кунко Курареуе Фрейре Гальварино Горбеа Лаутаро Лонкоче Меліпеуко Нуева-Імперіаль Падре-Лас-Касас Перкенко Пітруфкен Пукон Сааведра Теодоро-Шмідт Тольтен Вількун Вільяррика \| \| Лос-Ріос (XIV) \| Вальдивія \| Вальдивія \| Вальдивія \| Вальдивія Корраль Ланко Лос-Лагос Марикіна Мафіль Паїльяко Пангіпульї \| \| Лос-Ріос (XIV) \| Вальдивія \| Ранко \| Ла-Уніон \| Ла-Уніон Футроно Лаго-Ранко Ріо-Буено \| \| Лос-Лагос (X) \| Пуерто-Монтт \| Осорно \| Осорно \| Осорно Пуерто-Октай Пурранке Пуєуе Ріо-Негро Сан-Пабло Сан-Хуан-де-ла-Коста \| \| Лос-Лагос (X) \| Пуерто-Монтт \| Ллянкіуе \| Пуерто-Монт \| Кальбуко Кочамо Фресія Фрутильяр Ллянкіуе Лос-Муермос Маульїн Пуерто-Монт Пуерто-Варас \| \| Лос-Лагос (X) \| Пуерто-Монтт \| Чилое \| Кастро \| Анкуд Кастро Чончі Курако-де-Велес Далькауе Пукельдон Кейлен Кельйон Кемчі Кінчао \| \| Лос-Лагос (X) \| Пуерто-Монтт \| Палена \| Чайтен \| Чайтен Футалеуфу Уалаюе Палена \| \| Айсен (XI) \| Кояїке \| Кояїке \| Кояїке \| Кояїке Лаго-Верде \| \| Айсен (XI) \| Кояїке \| Айсен \| Пуерто-Айсен \| Айсен Сіснес Гуайтекас \| \| Айсен (XI) \| Кояїке \| Хенераль-Каррера \| Чиле-Чико \| Чиле-Чико Ріо-Ібаньєс \| \| Айсен (XI) \| Кояїке \| Капітан-Прат \| Кочране \| Кочране О'Хіггінс Тортель \| \| Магальянес і Чилійська Антарктика (XII) \| Пунта-Аренас \| Ультіма-Есперанса \| Пуерто-Наталес \| Наталес Торрес-дель-Пайне \| \| Магальянес і Чилійська Антарктика (XII) \| Пунта-Аренас \| Магальянес \| Пунта-Аренас \| Лагуна-Бланка Пунта-Аренас Ріо-Верде Сан-Грегоріо \| \| Магальянес і Чилійська Антарктика (XII) \| Пунта-Аренас \| Тьєрра-дель-Фуего \| Порвенір \| Порвенір Прімавера Тімаукель \| \| Магальянес і Чилійська Антарктика (XII) \| Пунта-Аренас \| Антарктика-Чилена \| Пуерто-Вільямс \| Кабо-де-Орнос Антарктика \| \| Сантьяго (RM) \| Сантьяго \| Чакабуко \| Коліна \| Коліна Лампа Тільтіль \| \| Сантьяго (RM) \| Сантьяго \| Кордильєра \| Пуенте-Альто \| Пуенте-Альто Сан-Хосе-де-Майпо Пірке \| \| Сантьяго (RM) \| Сантьяго \| Майпо \| Сан-Бернардо \| Сан-Бернардо Буїн Пайне Калера-де-Танго \| \| Сантьяго (RM) \| Сантьяго \| Талаганте \| Талаганте \| Ісла-де-Майпо Ель-Монте Падре-Уртадо Пеньяфлор Талаганте \| \| Сантьяго (RM) \| Сантьяго \| Меліпілья \| Меліпілья \| Куракаві Марія-Пінто Меліпілья Сан-Педро Алуе \| \| Сантьяго (RM) \| Сантьяго \| Сантьяго \| Сантьяго \| Серрильйос Серро-Навія Кончалі Ель-Боске Естасьйон-Сентраль Уечураба Індепенденсія Ла-Сістерна Ла-Гранха Ла-Флорида Ла-Пінтана Ла-Рейна Лас-Кондес Ло-Барнечеа Ло-Еспехо Ло-Прадо Макуль Майпу Нюньйоа Педро-Агуїрре-Серда Пеньялолен Провіденсія Пудауель Кілікура Кінта-Нормаль Реколета Ренка Сан-Мігель Сан-Хоакін Сан-Рамон Сантьяго Вітакура \| \| Всього: \| 16 регіонів, 55 провінції і 346 комун \| 16 регіонів, 55 провінції і 346 комун \| 16 регіонів, 55 провінції і 346 комун \| 16 регіонів, 55 провінції і 346 комун \| |                                       |                                       |                                       | |
| Області (№ на карті) | Адмін. центр                          | Провінції                             | Адмін. центр                          | Комуни |
| Арика-і-Паринакота (XV) | Арика                                 | Арика                                 | Арика                                 | Арика Камаронес |
| Арика-і-Паринакота (XV) | Арика                                 | Паринакота                            | Путре                                 | Хенераль-Лагос Путре |
| Тарапака (I) | Ікіке                                 | Тамаругаль                            | Посо-Альмонте                         | Камінья Кольчане Уара Піка Посо-Альмонте |
| Тарапака (I) | Ікіке                                 | Ікіке                                 | Ікіке                                 | Ікіке Альто-Оспісіо |
| Антофагаста (II) | Антофагаста                           | Токопілья                             | Токопілья                             | Марія-Елена Токопілья |
| Антофагаста (II) | Антофагаста                           | Ель-Лоа                               | Калама                                | Калама Ольягуе Сан-Педро-де-Атакама |
| Антофагаста (II) | Антофагаста                           | Антофагаста                           | Антофагаста                           | Антофагаста Мехільйонес Сьєрра-Горда Тальталь |
| Атакама (III) | Копіапо                               | Чаньяраль                             | Чаньяраль                             | Чаньяраль Дієго-де-Альмагро |
| Атакама (III) | Копіапо                               | Копіапо                               | Копіапо                               | Копіапо Кальдера Тьєрра-Амарилья |
| Атакама (III) | Копіапо                               | Уаско                                 | Вальєнар                              | Вальєнар Фрейрина Уаско Альто-дель-Кармен |
| Кокімбо (IV) | Ла-Серена                             | Ельке                                 | Кокімбо                               | Андакольйо Кокімбо Ла-Ігера Ла-Серена Пайгуано Вікунья |
| Кокімбо (IV) | Ла-Серена                             | Лимарі                                | Овальє                                | Овальє Ріо-Уртадо Монте-Патрія Комбарбала Пунітакі |
| Кокімбо (IV) | Ла-Серена                             | Чоапа                                 | Ілляпель                              | Ілляпель Саламанка Лос-Вілос Канела |
| Вальпараїсо (V) | Вальпараїсо                           | Петорка                               | Ла-Лігуа                              | Ла-Лігуа Кабільдо Сапальяр Папудо Петорка |
| Вальпараїсо (V) | Вальпараїсо                           | Лос-Андес                             | Лос-Андес                             | Лос-Андес Сан-Естебан Кальє-Ларга Ринконада |
| Вальпараїсо (V) | Вальпараїсо                           | Сан-Феліпе-де-Аконкагуа               | Сан-Феліпе                            | Сан-Феліпе Лляйлляй Путаендо Санта-Марія Катему Панкеуе. |
| Вальпараїсо (V) | Вальпараїсо                           | Кільйота                              | Кільйота                              | Кільйота Ла-Калера Лімаче Ногалес Іхуелас Ольмуе Ла-Крус |
| Вальпараїсо (V) | Вальпараїсо                           | Вальпараїсо                           | Вальпараїсо                           | Вальпараїсо Вінья-дель-Мар Кільпуе Вілья-Алемана Конкон Кінтеро Пучункаві Касабланка Хуан-Фернандес |
| Вальпараїсо (V) | Вальпараїсо                           | Сан-Антоніо                           | Сан-Антоніо                           | Альгарробо Ель-Кіско Ель-Табо Картахена Сан-Антоніо Санто-Домінго |
| Вальпараїсо (V) | Вальпараїсо                           | Острів Пасхи                          | Ханга-Роа                             | Ісла-де-Паскуа |
| О'Гіґґінс (VI) | Ранкагуа                              | Качапоаль                             | Ранкагуа                              | Кодегуа Коїнко Кольтауко Доньїуе Гранерос Лас-Кабрас Мачалі Мальйоа Олівар Пеумо Пічидегуа Кінта-де-Тількоко Ранкагуа Рекіноа Ренго Мостасаль Сан-Вісенте-де-Тагуа |
| О'Гіґґінс (VI) | Ранкагуа                              | Кольчагуа                             | Сан-Фернандо                          | Чепіка Чимбаронго Лололь Нанкагуа Палмілья Пералільйо Пласілья Пуманке Сан-Фернандо Санта-Крус |
| О'Гіґґінс (VI) | Ранкагуа                              | Карденаль-Каро                        | Пічилему                              | Ла-Естрелья Літуече Марчіуе Навідад Паредонес Пічилему |
| Мауле (VII) | Талька                                | Курико                                | Курико                                | Курико Уаланьє Лікантен Моліна Рауко Ромераль Саграда-Фамілія Тено Вічукен |
| Мауле (VII) | Талька                                | Талька                                | Талька                                | Талька Сан-Клементе Пенкауе Мауле Сан-Рафаель Курепто Конститусьйон Емпедрадо Ріо-Кларо |
| Мауле (VII) | Талька                                | Лінарес                               | Лінарес                               | Лінарес Сан-Хав'єр-де-Ланкомілья Парраль Вілья-Алегре Лонгаві Кольбун Ретіро Єрбас-Буенас |
| Мауле (VII) | Талька                                | Каукенес                              | Каукенес                              | Каукенес Чанко Пельюуе |
| Ньюбле (XVI) | Чильян                                | Ітата                                 | Кіріуе                                | Кобкекура Коелему Нінуе Портесуело Кіріуе Ранкіль Трегуако |
| Ньюбле (XVI) | Чильян                                | Дигильїн                              | Бульнес                               | Бульнес Чильян Чильян-В'єхо Ель-Кармен Пемуко Пінто Кільйон Сан-Ігнасіо Юнгай |
| Ньюбле (XVI) | Чильян                                | Пунілья                               | Сан-Карлос                            | Койуеко Ньїкен Сан-Карлос Сан-Фабіан Сан-Ніколас |
| Біобіо (VIII) | Консепсьйон                           | Біобіо                                | Лос-Анхелес                           | Альто-Біобіо Антуко Кабреро Лаха Лос-Анхелес Мульчен Насім'єнто Негрете Кілако Кільєко Сан-Росендо Санта-Барбара Тукапель Юмбель |
| Біобіо (VIII) | Консепсьйон                           | Консепсьйон                           | Консепсьйон                           | Консепсьйон Коронель Чигуаянте Флорида Уальпен Уалькі Лота Пенко Сан-Педро-де-ла-Пас Санта-Хуана Талькауано Томе |
| Біобіо (VIII) | Консепсьйон                           | Арауко                                | Лебу                                  | Арауко Каньєте Контульмо Куранілауе Лебу Лос-Аламос Тіруа |
| Арауканія (IX) | Темуко                                | Мальєко                               | Анголь                                | Анголь Кольїпульї Куракаутин Ерсілья Лонкімай Лос-Саусес Лумако Пурен Ренайко Трайгуєн Вікторія |
| Арауканія (IX) | Темуко                                | Каутин                                | Темуко                                | Темуко Карауе Чольчоль Кунко Курареуе Фрейре Гальварино Горбеа Лаутаро Лонкоче Меліпеуко Нуева-Імперіаль Падре-Лас-Касас Перкенко Пітруфкен Пукон Сааведра Теодоро-Шмідт Тольтен Вількун Вільяррика |
| Лос-Ріос (XIV) | Вальдивія                             | Вальдивія                             | Вальдивія                             | Вальдивія Корраль Ланко Лос-Лагос Марикіна Мафіль Паїльяко Пангіпульї |
| Лос-Ріос (XIV) | Вальдивія                             | Ранко                                 | Ла-Уніон                              | Ла-Уніон Футроно Лаго-Ранко Ріо-Буено |
| Лос-Лагос (X) | Пуерто-Монтт                          | Осорно                                | Осорно                                | Осорно Пуерто-Октай Пурранке Пуєуе Ріо-Негро Сан-Пабло Сан-Хуан-де-ла-Коста |
| Лос-Лагос (X) | Пуерто-Монтт                          | Ллянкіуе                              | Пуерто-Монт                           | Кальбуко Кочамо Фресія Фрутильяр Ллянкіуе Лос-Муермос Маульїн Пуерто-Монт Пуерто-Варас |
| Лос-Лагос (X) | Пуерто-Монтт                          | Чилое                                 | Кастро                                | Анкуд Кастро Чончі Курако-де-Велес Далькауе Пукельдон Кейлен Кельйон Кемчі Кінчао |
| Лос-Лагос (X) | Пуерто-Монтт                          | Палена                                | Чайтен                                | Чайтен Футалеуфу Уалаюе Палена |
| Айсен (XI) | Кояїке                                | Кояїке                                | Кояїке                                | Кояїке Лаго-Верде |
| Айсен (XI) | Кояїке                                | Айсен                                 | Пуерто-Айсен                          | Айсен Сіснес Гуайтекас |
| Айсен (XI) | Кояїке                                | Хенераль-Каррера                      | Чиле-Чико                             | Чиле-Чико Ріо-Ібаньєс |
| Айсен (XI) | Кояїке                                | Капітан-Прат                          | Кочране                               | Кочране О'Хіггінс Тортель |
| Магальянес і Чилійська Антарктика (XII) | Пунта-Аренас                          | Ультіма-Есперанса                     | Пуерто-Наталес                        | Наталес Торрес-дель-Пайне |
| Магальянес і Чилійська Антарктика (XII) | Пунта-Аренас                          | Магальянес                            | Пунта-Аренас                          | Лагуна-Бланка Пунта-Аренас Ріо-Верде Сан-Грегоріо |
| Магальянес і Чилійська Антарктика (XII) | Пунта-Аренас                          | Тьєрра-дель-Фуего                     | Порвенір                              | Порвенір Прімавера Тімаукель |
| Магальянес і Чилійська Антарктика (XII) | Пунта-Аренас                          | Антарктика-Чилена                     | Пуерто-Вільямс                        | Кабо-де-Орнос Антарктика |
| Сантьяго (RM) | Сантьяго                              | Чакабуко                              | Коліна                                | Коліна Лампа Тільтіль |
| Сантьяго (RM) | Сантьяго                              | Кордильєра                            | Пуенте-Альто                          | Пуенте-Альто Сан-Хосе-де-Майпо Пірке |
| Сантьяго (RM) | Сантьяго                              | Майпо                                 | Сан-Бернардо                          | Сан-Бернардо Буїн Пайне Калера-де-Танго |
| Сантьяго (RM) | Сантьяго                              | Талаганте                             | Талаганте                             | Ісла-де-Майпо Ель-Монте Падре-Уртадо Пеньяфлор Талаганте |
| Сантьяго (RM) | Сантьяго                              | Меліпілья                             | Меліпілья                             | Куракаві Марія-Пінто Меліпілья Сан-Педро Алуе |
| Сантьяго (RM) | Сантьяго                              | Сантьяго                              | Сантьяго                              | Серрильйос Серро-Навія Кончалі Ель-Боске Естасьйон-Сентраль Уечураба Індепенденсія Ла-Сістерна Ла-Гранха Ла-Флорида Ла-Пінтана Ла-Рейна Лас-Кондес Ло-Барнечеа Ло-Еспехо Ло-Прадо Макуль Майпу Нюньйоа Педро-Агуїрре-Серда Пеньялолен Провіденсія Пудауель Кілікура Кінта-Нормаль Реколета Ренка Сан-Мігель Сан-Хоакін Сан-Рамон Сантьяго Вітакура |
| Всього: | 16 регіонів, 55 провінції і 346 комун | 16 регіонів, 55 провінції і 346 комун | 16 регіонів, 55 провінції і 346 комун | 16 регіонів, 55 провінції і 346 комун |

## Див. кож
- ISO 3166-2:CL[en]
- Провінції Чилі
- Комуни Чилі